# 229614 Womack
229614 Womack è un asteroide della fascia principale. Scoperto nel 2006, presenta un'orbita caratterizzata da un semiasse maggiore pari a 2,8629233 au e da un'eccentricità di 0,0625535, inclinata di 1,26063° rispetto all'eclittica.